# Стынавка
Стынавка (укр. Стинавка) — река в Дрогобычском и Стрыйском районах Львовской области Украины. Левый приток реки Стрый (бассейн Днестра).
Длина реки 27 км, площадь бассейна 79,1 км². Долина V-образная, шириной от 50-100 м в верховье до 250—300 м в низовьях. Русло слабоизвилистое, шириной 6-8 м. Глубина реки 0,3-0,5 м. Уклон реки 19 м/км. Характерны паводки, иногда весьма разрушительные.
Берёт начало на южных склонах горы Цуховый Дил (942 м). Протекает между хребтами Оровской скибы — Цуховый, Комарницкие горы и Береговой, которые относятся к группе Оровских хребтов, расположенных в Восточных Бескидах.
На реке находятся сёла Оров, Верхняя Стынава и Нижняя Стынава. Река протекает преимущественно с северо-запада на юго-восток, и только на западной окраине села Оров на протяжении 2 км течет на северо-восток. Впадает в Стрый между сёлами Нижнее Синевидное и Любинцы.